# Volo Adam Air 172
Il volo Adam Air 172 era un volo passeggeri domestico da Giacarta a Surabaya, in Indonesia. Il 21 febbraio 2007, un Boeing 737-300 operante il volo atterrò bruscamente a destinazione; l'aereo si piegò e la fusoliera si spezzò al centro della sezione passeggeri. I rimanenti sei 737 di Adam Air furono immediatamente messi a terra e cinque di loro tornarono in servizio più tardi nello stesso anno. Questo incidente causò ulteriori preoccupazioni per quanto riguarda la sicurezza dei voli operati da Adam Air, che aveva ricevuto molte critiche dopo lo schianto del 1º gennaio 2007 del volo 574.

## L'aereo
Il velivolo coinvolto era un Boeing 737-33A, marche PK-KKV, numero di serie 27284, numero di linea 2606. Volò per la prima volta nell'aprile 1994 e venne consegnato ad Air Columbus il mese successivo. Operò poi per TAESA, Asia Pacific Airlines, Air Tanzania, TAROM e Varig. Adam Air lo acquisì nel dicembre 2006. Era equipaggiato con 2 motori turboventola CFM International CFM56-3C1. Al momento dell'incidente, l'aereo aveva 12 anni e aveva accumulato 37 936 ore di volo in 23 824 cicli di pressurizzazione.

## L'incidente
L'aereo si piegò all'atterraggio sulla pista dell'aeroporto Internazionale Juanda e la fusoliera si spezzò al centro della cabina passeggeri. L'atterraggio risultò particolarmente difficile, con i bagagli espulsi dagli scomparti per tutta la cabina. La sezione di coda del 737 era piegata rispetto al resto dell'aereo. I voli successivi per l'aeroporto vennero dirottati verso altri aeroporti. La flotta di Boeing 737-300 di Adam Air fu messa a terra per eseguire alcune ispezioni di sicurezza. Immediatamente dopo l'incidente, Adam Air ridipinse l'aereo coprendo la livrea arancione originale con una semplice tinta bianca. Ciò era legalmente consentito, a condizione che non venisse distrutta alcuna prova. Nel periodo immediatamente successivo, un gran numero di passeggeri cancellò le prenotazioni con Adam Air, dicendo che avevano "perso la fiducia" nella compagnia aerea. Vennero tutti rimborsati per intero.

## Reazioni

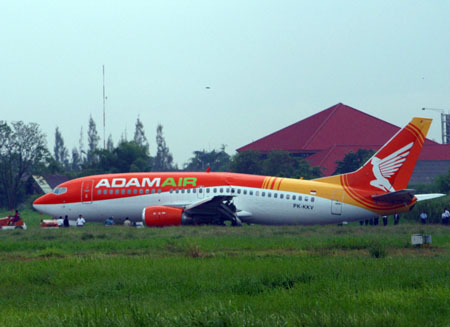
Un'altra visuale del volo Adam Air 172.

Come risultato dell'incidente, tutti e sei i rimanenti 737 di Adam Air vennero immediatamente bloccati in attesa dei controlli di sicurezza. Il vicepresidente dell'Indonesia, Jusuf Kalla, dichiarò che tutti i Boeing 737-300 dovevano essere controllati. Alla fine venne deciso di far esaminare l'intera flotta di 737 presenti in Indonesia, senza però tenerli a terra. C'era anche l'ipotesi che Adam Air dovesse venire sospesa da tutte le operazioni fino al termine delle ispezioni, con il deputato Abdul Hakim che diceva "Sarà un bene per la compagnia e il governo [...] finché le autorità non potranno determinare se Adam Air è ancora degna come compagnia aerea nazionale".
Il 5 marzo, cinque dei sei aeromobili tornarono alle normali operazioni, mentre il sesto veniva sottoposto a una revisione completa.

## L'indagine
Sull'incidente indagò il National Transportation Safety Committee (NTSC). Gli investigatori consultarono i dati dell'agenzia meteorologica indonesiana e del centro di controllo del traffico aereo di Surabaya nel tentativo di determinare le cause. I funzionari affermarono che l'aereo aveva superato i controlli di sicurezza prima della sua partenza. La Boeing annunciò che avrebbe anche fornito assistenza tecnica sia alle autorità che alla compagnia aerea nel corso delle indagini, onde dimostrare che la responsabilità non era dell'aereo.
Il rapporto finale dell'NTSC affermava che la probabile causa dell'incidente era un rateo di discesa eccessivo al momento dell'atterraggio, a seguito di un avvicinamento non stabilizzato. Nel rapporto, l'NTSC annotò che l'avvicinamento era divenuto instabile al di sotto dei 200 piedi (61 m), con una velocità verticale occasionalmente maggiore di 2.500 piedi al minuto (13 m/s). L'accelerazione verticale all'atterraggio era di 5 g. Inoltre, l'aereo era atterrato inizialmente con il carrello di atterraggio principale destro a circa 4 metri dal bordo della pista.
L'indagine rivelò anche che non vi era alcun malfunzionamento tecnico sull'aereo prima dell'atterraggio. L'equipaggio venne criticato per non aver mantenuto una cabina di pilotaggio sterile durante l'atterraggio, con eccessive discussioni non correlate al volo durante tutto il tragitto.

## Problemi di sicurezza
Gli standard di sicurezza di Adam Air furono pesantemente criticati, soprattutto all'indomani dell'incidente del volo 574. I piloti segnalarono violazioni ripetute e deliberate delle norme di sicurezza internazionali, con aeromobili che volavano per vari mesi in stati non idonei. Affermavano di essere stati sottoposti a pressioni per consentire agli aerei di volare, senza averne l'autorità, pur sapendo che non erano idonei al volo, per pilotare un aereo per mesi con una maniglia della porta danneggiata, scambiare componenti tra più aerei per aggirare la scadenza obbligatoria in base alla quale sostituirli, ricevere l'ordine di pilotare un velivolo dopo aver superato il limite di decollo di cinque volte per pilota al giorno, volare con un finestrino danneggiato, utilizzare pezzi di ricambio di altri aeromobili per mantenerli sempre in volo e l'ignorare le richieste dei piloti di non decollare a causa di aerei non sicuri. L'Associated Press citò un pilota che disse "Ogni volta che volavi, dovevi litigare con il personale di terra e la direzione su tutti i regolamenti che dovevi violare". Affermavano anche che se i piloti si confrontavano con i loro superiori, venivano bloccati a terra o gli veniva sospeso lo stipendio.

## Conseguenze
Subito dopo l'incidente, il governo indonesiano annunciò piani per vietare ai jet di età superiore ai dieci anni di volare (fino a quel momento il limite di età era di 35 anni o 70 000 atterraggi). Si parlò anche di piani per risistemare il Ministero dei Trasporti in risposta a questo incidente, il volo 574 e la perdita dei traghetti MV Senopati Nusantara e MV Levina 1. Tra coloro da sostituire c'erano i direttori dei trasporti aerei e marittimi e il presidente del Comitato Nazionale per la Sicurezza dei Trasporti. L'Indonesia intendeva anche introdurre un nuovo sistema di classificazione delle compagnie aeree in base al loro record di sicurezza: il livello uno avrebbe segnalato una compagnia aerea priva di problemi seri, il livello due una compagnia che deve risolvere i problemi e il livello tre una compagnia a rischio di chiusura.